# 立体道路制度
立体道路制度（りったいどうろせいど）とは、日本において道路の上下の空間に建物を建築したり、道路と一体構造の建物を建築することを可能とする制度である。

## 概要
通常、道路区域は平面的な区域で指定されるため、地表面のみならずその上空や地下空間も道路区域となる。このため、道路法や建築基準法などの制限によって、道路の上下の空間に建物等を建築することは原則として認められていない。なお、道路トンネルの上空（地下を道路トンネルが通過している土地上）や道路の路面の下（高架道路の下、道路の地下）であれば、立体道路制度によらずに道路と一体ではない構造の建物を建築することができるが、道路区域の一部を使用することになるため、道路管理者から道路占用許可を受ける必要がある。
これに対し、立体道路制度では、道路区域は立体的な範囲で指定される（立体的区域）。これにより、立体的区域の外側空間は道路区域ではなくなることから、建物等を建築することも可能となり、道路占用許可を受ける必要もなくなる。また、道路に隣接する空間に道路と一体構造の建物を建築することもできる。
類似する制度として、河川区域を立体的に指定する「河川立体区域」（河川法58条の2以下）、都市公園区域を立体的に指定する「立体都市公園」（都市公園法20条以下）がある。

## 歴史

### 導入
高度経済成長期以降、都市部では人口の集中とともに交通量が増加し、幹線道路の整備も急ピッチで進められてきた。しかし1970年代後半以降、道路用地の取得に関し大きな問題に直面する。すなわち、地権者から移転先の土地を求められても、都市化が進行した大都市では優良な代替地を確保することが困難であり、用地取得交渉のネックとなっていた。また、地価高騰により用地補償費が増大し、事業費全体を押し上げる事例もみられた。
1989年の法改正以前は、原則として道路の上下の空間に建物を建てることは禁じられており、道路占用許可を得たうえで建築する必要があった。高架道路の下などは1950年代以降、順次占用許可の対象となっていたが、阪神高速及び大阪市道の高架道路の下に建設された船場センタービルなど、必ずしも事例が多いとは言えなかった。その理由として、建物所有者が土地の所有権を得たり賃借権を設定したりすることができず権利が不安定であったこと、道路占用許可が取りにくくかつ期間も限られていたこと、上空に建築できる道路が高度地区内の自動車専用道路に限られていたこと、建築基準法で定められた特定行政庁の許可が取りにくいことなどがあった。こうした状況に対処するため、1989年（平成元年）6月28日に道路法などの関係法令が改正されて立体道路制度が創設され、同年11月22日に施行された。本制度により、貴重な都市空間を有効に活用するべく、道路と建物を一体的に建設することが可能となった。
立体道路制度を適用して最初に建てられた建築物は、関西国際空港の玄関口にあるりんくうタウンである。適用第1号のりんくうタウンでは、阪神高速道路の4号湾岸線と日本道路公団の関西空港自動車道が接続されるりんくうジャンクションが建設された際に、高架下の空間に、高速道路と一体となる商業施設などが建設された。
その後、2005年（平成17年）には、ペデストリアンデッキなど高架の歩行者専用道路も、一定の要件を満たせば立体道路制度の対象となり、2009年には、駅舎の自由通路も、一定の要件を満たせば対象となることとされた。

### 2014年の拡充
立体道路制度は、幹線道路の整備促進と合理的な土地利用を目的として導入された経緯から、道路の新設または改築の際にのみに適用されてきた。しかし、道路の維持管理や更新にかかる道路管理者の負担を軽減することや、地域活性化を図る観点などから、2014年（平成26年）5月28日に法改正が行われ、同年6月4日から既存の道路にも適用できることとなった。
なお、制度導入当初は、高架道路の路面下など道路占用許可によって設置できるような場合についても、必要に応じて一体的な整備が行えるよう、道路法としては自動車専用道路に限定しない解釈を行い、都市計画法、都市再開発法および建築基準法では、自動車専用道路や特定高架道路に限ることを条文で明記していた。これについては、2014年の法改正の際に解釈を統一し、以下の道路に限定されることとなった。
- 地区計画内の自動車のみの交通の用に供する道路
- 地区計画内の自動車の沿道への出入りができない高架その他の構造の道路（特定高架道路）
- 特定都市再生緊急整備地域内の全ての道路

### 2016年の拡充
2014年の法改正では、既存の道路にも立体的区域を設定することが可能となったが、道路における私権の制限については、完全な解決を見ていなかった。道路法の道路は、ほとんどの場合、国や地方公共団体の行政財産となっているが、これら行政財産は国有財産法や地方自治法の規定に基づき、私権を設定することができなかった。2014年の法改正後は、市街地再開発事業として道路と施設建築物との一体的整備を行う場合に区分地上権を設定することが可能となっていたが、そのほかの場合は事前に国土交通省に事前相談する必要があった。
このため、道路法が2016年（平成28年）3月31日に改正され、同年9月30日からは、以下の条件を満たす場合には、行政財産となっている道路の敷地に区分地上権を設定できるようになった。
- 道路の上方または地下の空間に、以下のものを所有しまたは所有しようとする場合であること
  - 一般交通の用に供する通路や、これと同等の機能を有する建築物その他の施設[注釈 8]
  - 自動車駐車場
  - 自転車駐車場
- 上記の施設を所有しまたは所有しようとする者が、施設の整備または維持管理を適切に行うのに必要な経理的基礎及び技術的能力を有すること

また、都市再生特別措置法も同年6月7日に改正され、同年9月1日からは、特定都市再生緊急整備地域に限らず、都市再生緊急整備地域内の全ての道路が対象となった。

### 2018年の拡充
立体道路制度を活用ニーズが、地方都市においても認められてきたことから、2018年4月25日に都市計画法および建築基準法が改正され、自動車専用道路または特定高架道路に限るという規定が無くなり、同年7月15日から施行された。これによって、地区計画の区域内の道路または都市再生緊急整備地域の道路が対象となった。

## 制度の内容
立体道路制度は、次の法規を組み合わせることで実現されている。
- 道路の立体的区域の指定（道路法第47条の7～第48条）
- 地区計画における重複利用区域と建築限界の設定（都市計画法第12条の11）
- 都市再生特別地区に関する都市計画における重複利用区域と建築限界の設定（都市再生特別措置法第36条の2～第36条の5）
- 道路の上下空間での建築制限の緩和（建築基準法第44条）

### 道路法関係
前述のとおり道路区域を立体的に定めることができるほか、道路区域の上下空間を建物等に利用することができるようになるため、道路と建物とが一体的な構造となるような建物（道路一体建物）を新築することも可能である。この時、道路一体建物は公共性の高い建物であることから、道路管理者は当該建物を新築してその所有者になろうとする者と、予め建築や管理の内容について協定を締結する必要がある。
このほか、道路区域を立体的な範囲で指定したことにより、立体的区域の上下空間から何らかの障害が及ぼされる可能性もあることから、立体的区域の上下の空間のうち必要最小限な範囲に限り、道路保全立体区域を指定できることとされた。道路保全立体区域が指定された場合、土地や建物の所有者は、道路構造や交通に支障が出ないよう必要な措置を講じることが義務付けられる。
なお、道路として供用されるには道路管理者が土地に何らかの権原を取得する必要があるが、道路を新設または改築する際に立体的区域を設定する場合は、原則として区分地上権を設定することとされた。また、既存の道路に新たに立体的区域を設定する場合は、道路管理者以外の者が区分地上権を設定することが可能となった。道路一体建物の場合には、道路部分を区分建物とすることができないことから、区分所有権や敷地権といった取扱いではなく、建物の敷地全体に関する共有持分を取得することとされている。

### 都市計画法・都市再生特別措置法関係
都市計画法では、道路の上空又は路面下に建物等を整備することが適切と認められる場合には、道路のうち建物等の敷地として併せて利用すべき区域を地区計画で定めることができる。もともと都市計画上の道路は、交通のための空間のほか、日照や通風、非常時の避難路や防災活動の空間のための機能も有していることから、地区計画の策定や建築限界の設定にあたっては、市街地の環境に与える影響を充分に勘案することが求められている。
また、都市再生特別措置法では、都市再生緊急整備地域内の道路について、都市再生特別地区に関する都市計画で同様の定めをすることができる。

### 建築基準法関係
建築基準法上、建物や擁壁を道路内に作ることは認められていない。ただし立体道路制度により建物等を建築することが地区計画で定められている場合には、一定の条件の下、道路内の建築制限の例外が認められている。また、自動車専用道路や特定高架道路を立体的区域とした場合、その上下空間に建築される建物は、当該道路から切り離されたものとして扱われることから、建築基準法の集団規定の対象道路としては扱われない。このため、例えば道路一体建物を建設する場合、一体となっている道路以外の道路に接道しなければならないほか、一体となっている道路は容積率の算定や道路斜線制限の基準となる道路として認められない。

## 制度の活用方法

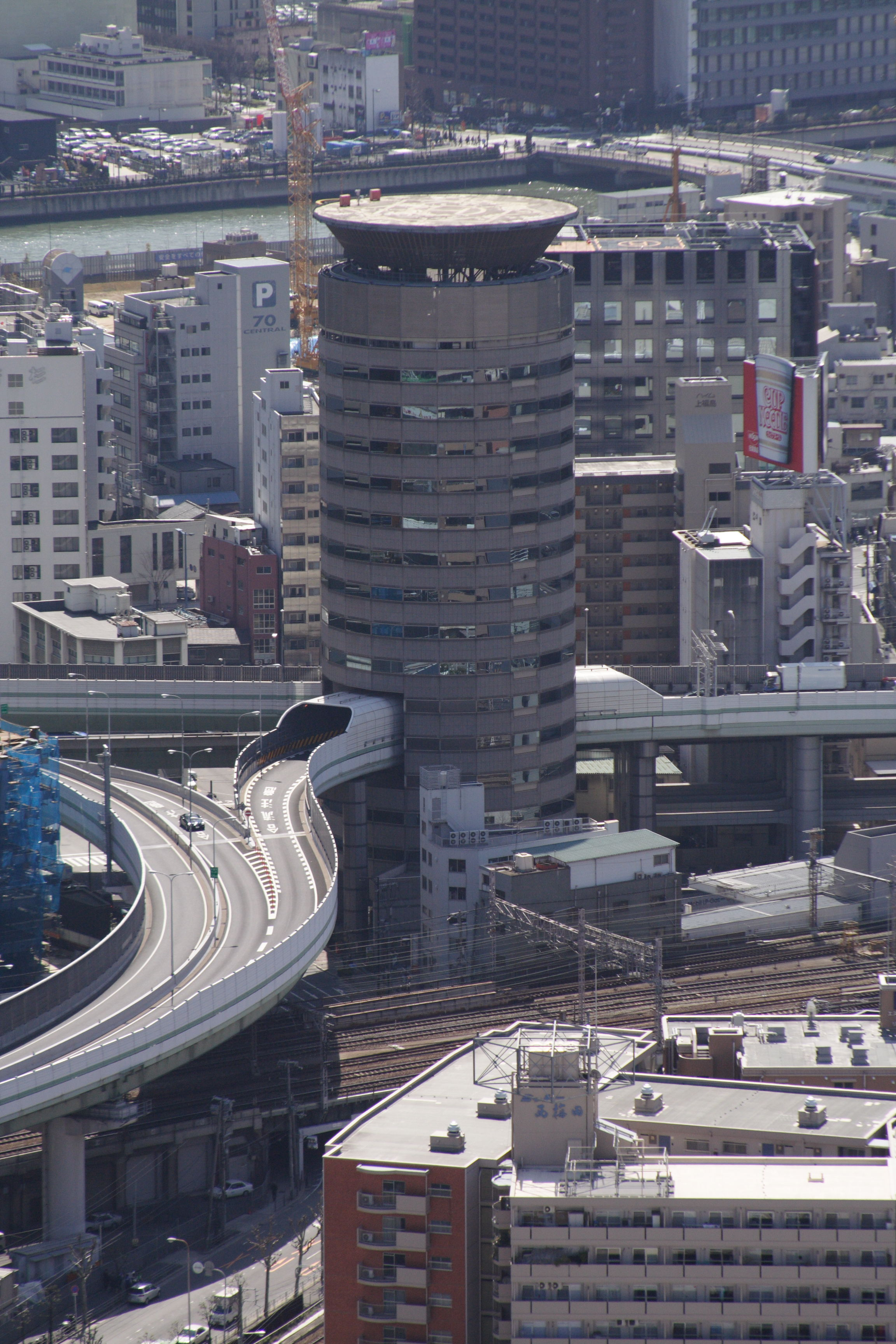
道路（阪神高速11号池田線）の上下空間が道路両側と一体的にビルとして開発された例（TKPゲートタワービル）

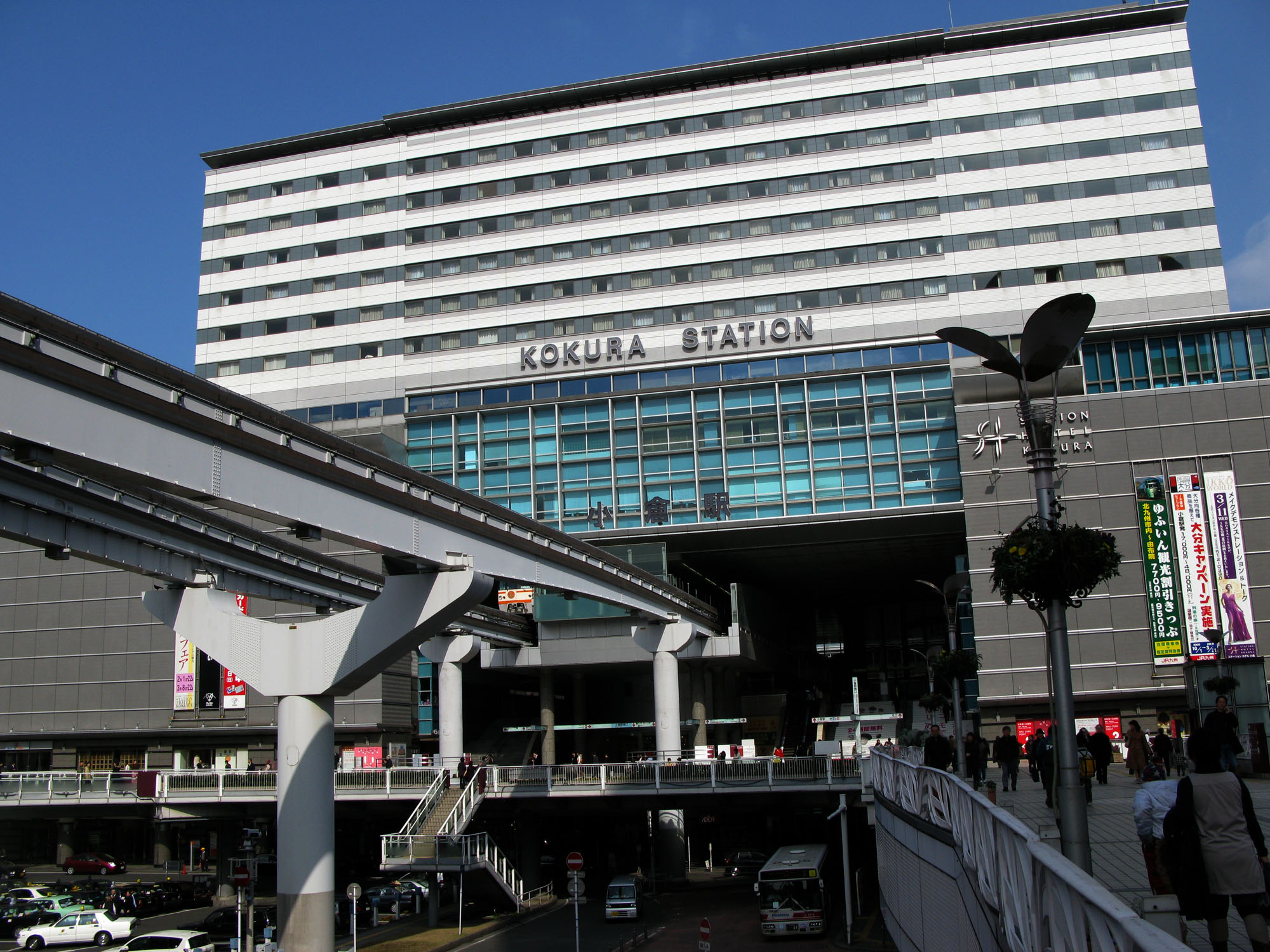
軌道（北九州モノレール）の上下空間が軌道両側と一体的にビルとして開発された例（小倉駅）

立体道路制度の適用パターンとしては、例えば次のようなものがある。
- 地下道路の地上部分に建物を建築する。
- 既に建物が建築されている土地の地下に道路を新設する。
- 建物の中に高架道路を通過させる。
- 建物の一部分にサービスエリア・パーキングエリアの駐車場を設ける。
- 地下道路の換気施設と一体の建物を建築する。
- 道路の上空にサービスエリア・パーキングエリアの建物（トイレ、売店など）を建築する。
- 自治体が事業主体となって既存の駅の建物内に自由通路を整備する。

### 実際の適用例
- 東京外環自動車道 和光インターチェンジ付近（UR西大和第三団地・デュプレ西大和）
- 東京外かく環状道路 大泉JCT - 東名JCT（仮称）間（大深度地下の利用）[15]
- 第二京阪道路 京田辺パーキングエリア
- 阪神高速道路
  - 1号環状線・15号堺線 湊町パーキングエリア・湊町出入口
  - 4号湾岸線 泉大津パーキングエリア
  - 11号池田線 梅田出入口（池田方面からの出口ランプ部分）および、1号環状線からのランプウェイ

梅田出入口の事例は、新たに整備された立体道路制度としての適用第1号である[要出典]。梅田はかつて入口しかなく、交通渋滞問題を緩和させるため出口の建設が迫られたときに、土地所有者の計画ビル（TKPゲートタワービル）の一部にあたる5階から7階にかけて、道路を貫通させるという珍しい手法が採られ、1992年（平成4年）に完成した[3]。
- 東京都市計画道路幹線街路環状第2号線 新橋・虎ノ門区間[16]（虎ノ門ヒルズ）
- 首都高速道路 大橋ジャンクション[17]
- 北九州モノレール 小倉駅[18]
北九州モノレールは関係法に基づく都市モノレールとして建設されたことから、軌道の設置のためには道路区域決定が必要とされるため、小倉駅の駅ビルへの乗り入れに当たって立体道路制度が適用された。
- JR南武線 稲田堤駅・津田山駅自由通路[19]
- 国道20号  新宿駅南口地区基盤整備事業（バスタ新宿）[20][21]
- 大阪梅田ツインタワーズ・サウス - 大阪神ビル（阪神百貨店）と旧新阪急ビルの間にある道路の上を跨ぐ新しいビルを建設。
- 広島電鉄 広島駅 - 駅前大橋線の整備に合わせ、2025年8月3日に停留所をminamoa2階に移転。